# می بریت
می بریت (انگلیسی: May Britt؛ زادهٔ ۲۲ مارس ۱۹۳۴) بازیگر اهل سوئد است. وی بین سال‌های ۱۹۵۲ تا ۱۹۸۸ میلادی فعالیت می‌کرد.
از فیلم‌هایی که وی در آن نقش داشته است، می‌توان به جنگ و صلح، شیرهای جوان و غیرت روستایی اشاره کرد.